# Lake Moyanup
Lake Moyanup är en sjö i Australien. Den ligger i delstaten Western Australia, omkring 100 kilometer söder om delstatshuvudstaden Perth. Lake Moyanup ligger 69 meter över havet. Arean är 0,32 kvadratkilometer. Den sträcker sig 1,0 kilometer i nord-sydlig riktning, och 0,9 kilometer i öst-västlig riktning.
I omgivningarna runt Lake Moyanup växer i huvudsak städsegrön lövskog. Runt Lake Moyanup är det mycket glesbefolkat, med 7 invånare per kvadratkilometer. Genomsnittlig årsnederbörd är 943 millimeter. Den regnigaste månaden är september, med i genomsnitt 174 mm nederbörd, och den torraste är februari, med 9 mm nederbörd.